# Manuel Bento
Manuel Galrinho Bento (Golegã, 25 giugno 1948 – Barreiro, 1º marzo 2007) è stato un calciatore portoghese, di ruolo portiere.
Morì in un ospedale di Barreiro nel 2007, a seguito di un infarto.

## Carriera

### Club
Esordisce nella massima divisione portoghese con la maglia della Barreirense durante la stagione 1967-1968. Nel 1972 viene quindi ingaggiato dal Benfica, inizialmente come vice di José Henrique; in questo periodo conquista comunque tre titoli nazionali. Guadagnato il posto da titolare a partire dalla stagione 1976-1977, vince in seguito altri quattro campionati, a cui si sommano cinque Coppe e la disputa della finale della Coppa UEFA 1982-1983, persa tuttavia contro l'Anderlecht.
Le gerarchie cambiano però a partire dalla stagione 1986-1987, quando, anche a causa di un brutto infortunio rimediato in Messico, viene scavalcato da Silvino: arrivano comunque altri tre scudetti e una Coppa, prima del ritiro che avviene nel 1991.

### Nazionale
Bento gioca la prima partita nel Portogallo nel 1976. Fa poi parte dei ventidue che partecipano al campionato d'Europa 1984: nella prima fase è in campo nel pareggio per 0-0 contro la Germania Ovest e in quello per 1-1 contro la Spagna, oltre che nella vittoria per 1-0 sulla Romania. Gioca successivamente anche la semifinale, persa però per 3-2 ai tempi supplementari contro la Francia padrona di casa. Parte come primo portiere anche in Messico per il campionato del mondo 1986, ma qui gioca solo la prima gara, la vittoria per 1-0 sull'Inghilterra: nei giorni seguenti è infatti vittima di un grave infortunio (frattura del perone) in allenamento, venendo quindi sostituito da Vítor Damas. Questa è anche l'ultima gara disputata con la Nazionale, nella quale si ferma a 63 incontri.

## Palmarès

### Club
- Campionato portoghese: 10

Benfica: 1972-1973, 1974-1975, 1975-1976, 1976-1977, 1980-1981, 1982-1983, 1983-1984, 1986-1987, 1988-1989, 1990-1991
- Coppa di Portogallo: 6

Benfica: 1979-1980, 1980-1981, 1982-1983, 1984-1985, 1985-1986, 1986-1987
- Supercoppa di Portogallo: 2

Benfica: 1980, 1985

### Individuale
- Calciatore portoghese dell'anno: 1

1977